# BIF Fagerhult
BIF Fagerhult, bildad 19 september 1945, var en idrottsförening från Brandstorp och Fagerhult i Habo kommun. Klubben hette tidigare Brandstorps IF och ägnade sig åt fotboll. Klubben började spela innebandy säsongen 1989/1990, och hette "Brandstorps IF" fram till säsongen 2000/2001. Säsongen 2003/2004 vann klubben U-18-SM för herrjuniorer.
Innebandyverksamheten bedrevs i Fagerhus, Fagerhult, även om A-laget de sista åren spelade sina matcher i Habo sporthall. Säsongen 2006/2007 debuterade herrarnas A-lag med framgångsrikt resultat i division 1 i innebandy, efter att ha fått en friplats.
Fagerhult har fostrat flera spelare i Svenska superligan, bland annat Peter Runnestig och Henrik Olofsson. Fotbollsspelaren Zlatan Muslimović vaktade under säsongen 1994/1995 målburen för klubbens P 81-lag.
2008 gick klubben samman med Hagaboda SK och bildade Fagerhult Habo IB.

### Fotnoter
1. ↑  ”Svenska Innebandyförbundet”. Arkiverad från originalet den 30 november 2011. https://web.archive.org/web/20111130140043/http://www.innebandy.se/sv/StatistikHistorik/SM-medaljer-genom-tiderna/SM-juniorer-18/. Läst 9 september 2011.
2. ↑  ”Historia”. Fagerhult Habo IB. 26 februari 2010. http://www.laget.se/Fagerhult_Habo_Ib/417-template-p2-20596.html. Läst 9 september 2011.